# Computação nativa em nuvem
A computação nativa em nuvem é uma abordagem no desenvolvimento de software que utiliza a computação em nuvem para "criar e executar aplicações escaláveis em ambientes modernos e dinâmicos, como nuvens públicas, privadas e híbridas ".   Essas tecnologias, como contêineres, microsserviços, computação sem servidor, processadores nativos para nuvem e infraestrutura imutável, implantadas por meio de código declarativo, são elementos comuns nesse estilo de arquitetura.   As tecnologias nativas em nuvem se concentram em minimizar a carga operacional dos usuários.  
Essas técnicas permitem sistemas com baixo acoplamento, que são resilientes, gerenciáveis e observáveis. Combinados com uma alta automação, eles permitem que os engenheiros façam alterações de alto impacto frequentemente e previsivelmente com o mínimo de esforço.
Frequentemente, os aplicativos nativos da nuvem são criados como um conjunto de microsserviços executados em contêineres compatíveis com a Open Container Initiative, como o Containerd, e podem ser orquestrados no Kubernetes e gerenciados e implantados usando fluxos de trabalho DevOps e Git CI  (embora haja uma grande quantidade de código aberto concorrente que oferece suporte ao desenvolvimento nativo para nuvem). A vantagem de usar contêineres é a capacidade de empacotar todo o software necessário para execução em um pacote executável. O contêiner é executado em um ambiente virtualizado, isolando o aplicativo de seu ambiente. 